# Ruta Estatal de California 46
La Ruta Estatal de California 46, y abreviada SR 46 (en inglés: California State Route 46) es una carretera estatal estadounidense ubicada en el estado de California. La carretera inicia en el Oeste desde la SR 1     cerca de Cambria hacia el Este en la SR 99     en Famoso. La carretera tiene una longitud de 2,7 km (1.670 mi).

## Mantenimiento
Al igual que las autopistas interestatales, y las rutas federales y el resto de carreteras estatales, la Ruta Estatal de California 46 es administrada y mantenida por el Departamento de Transporte de California por sus siglas en inglés Caltrans.

## Cruces
La Ruta Estatal de California 46 es atravesada principalmente por la  SR 101  SR 43   en Paso Robles y Wasco.